# ستيف باور
ستيف باور مواليد 12 يونيو 1959 في سانت كاثرينز، أونتاريو، كندا، هو دراج كندي سابق. سبق أن شارك في دورة الألعاب الأولمبية الصيفية وفاز بميدالية أولمبية.

## سجل النتائج

### سباقات أو مراحل فاز بها
- طواف فرنسا
- طواف سويسرا

## الميداليات
| الميدالية | المسابقة                       |
| --------- | ------------------------------ |
| فضية      | الألعاب الأولمبية الصيفية 1984 |
| فضية      | دورة ألعاب الكومنولث 1982      |

## وصلات خارجية
- الموقع الرسمي

## روابط خارجية
- ستيف باور على موقع أرشيف الدراجات (الإنجليزية)
- ستيف باور على موقع إحصائيات الدراجات الإحترافية (الإنجليزية)
- ستيف باور على موقع CycleBase (الإنجليزية)
- ستيف باور على موقع أوليمبيديا (الإنجليزية)
- ستيف باور على موقع اتحاد ألعاب الكومنولث (مؤرشف) (الإنجليزية)
- ستيف باور على موقع قاعة كندا للمشاهير الرياضية (الإنجليزية)